# Center for Italian Modern Art
Il Center for Italian Modern Art è un museo d'arte americano e centro di ricerca nel quartiere SoHo di Manhattan, a New York. È specializzato in arte moderna e contemporanea italiana . È stato fondato nel 2013 come fondazione americana. Pubblica una rivista online, Italian Modern Art, e offre borse di studio a studenti universitari.

## Mostre
Il centro allestisce una mostra annuale. Nel 2017-2018 sono stati esposti ventidue dipinti di Alberto Savinio. Il lavoro di Marino Marini è stato esposto nel 2019–2020; sono state mostrate sei grandi e diverse piccole sculture di nudo risalenti agli anni '40. Nel 2021 c'è stata una mostra di dipinti degli anni '60 di Mario Schifano.